# Гімн Кривого Рогу
«Кривий Ріг – моє місто» — гімн міста Кривий Ріг, один з символів міста. Створений композитором Іриною Вікторівною Шевченко на вірші Віктора Федоровича Удовенка.

## Історія пісні
Пісня вперше прозвучала 2000-ого року під час святкування 225-річчя Кривого Рогу. Текст був написаний поетом Віктором Федоровичем Удовенком, який тоді був головним сценаристом свята. Музику написала викладачка факультету мистецтв Криворізького державного педагогічного університету Ірина Вікторівна Шевченко. З того часу, цією піснею супроводжують практично всі міські та районні заходи і сесії Криворізької міськради.

На усіх видатних датах міста Кривий Ріг ,виконував гімн Кривого Рогу заслужений артист України та заслужений працівник транспорту України Олександр Скоцеляс.

У Олександра Скоцеляса була можливість пов'язати свою долю з творчою діяльністю, але він віддав перевагу "стабільнішій" роботі, влаштувавшись на "Криворіжсталь" 1969 року. Цього ж року Олександр Скоцеляс прийшов і до Палацу культури металургів, де довгі роки займався вокалом. Зокрема він співав у народній хоровій академічній капелі, що діяла при ПК. Олександр Скоцеляс встиг за своє життя об'їздити з концертами всю Україну, неодноразово бував на пісенних конкурсах у країнах Європи. За свою творчу діяльність він двічі був нагороджений нагрудними знаками "За заслуги перед містом" II і III ступенів. Але найбільше Олександр Скоцеляс дорожив званням "Золотий голос "Криворіжсталі", яке він заслужив своїм пісенним талантом.

Саме Олександр Скоцеляс був виконавцем гімну Кривого Рогу, який полюбився нашим городянам, а також багатьох інших пісень. Його виступи можна було побачити практично на всіх урочистих заходах, які проходили останніми роками в Кривому Розі.
Також Олександр виконував гімн Кривого Рогу із своєю жінкою та красунею Марією Скоцеляс та це був чудовий тандем.
Автор музики Ірина Шевченко померла 2009 року. А у серпні 2021 року при юридичному супроводі нотаріусів було укладено договір між Віктором Удовенком та Криворізькою міськрадою – в особі секретаря Юрія Григоровича Вілкула. Згідно з цим договором, Віктор Удовенко передає своє авторське право на текст пісні «Кривий Ріг – моє місто» Криворізькій міськраді.

## Текст
Рідний мій Кривий Ріг - моє місто невтомне, 

В світі інших таких не зустрінеш ніде. 

На просторих майданах, у шахтах і домнах 

Все кипить, все міняється, стрімко росте!

Приспів:

Кривий Ріг - моє місто, 

Це тобі моя пісня, 

Хай летить вона в небо високе твоє. 

Ти - перлина держави, 

Її гордість і слава, 

Я вклоняюся долі, що ти в мене є!

Не коривсь, Кривий Ріг, ворогам ти ніяким, 

Скільки б землю твою не топтали вони. 

Переможну весну принесли в сорок п'ятім 

Твої віддані дочки і мужні сини!

Приспів:

Де навічно злились Інгулець з Саксаганню, 

Полонить ніжно душу святе почуття. 

Кривий Ріг, ти моє незрадливе кохання, 

Вірю я у щасливе твоє майбуття!

Приспів: